# Боб Гінс
Боб Гінс (нід. Bob Hiensch, 17 травня 1948, Гілверсум — 14 липня 2025) — нідерландський дипломат. З 2003 по 2007 рік Гінс був послом Нідерландів в Ізраїлі. З 2007 по 2012 рік він був послом в Індії і у Бутані та Непалі. З 2012 року — посол з особливих доручень у Міністерстві закордонних справ Нідерландів.

## Біографія

### Раннє життя та освіта
Боб Генрі Гінс народився 17 травня 1948 року в місті Гілверсум, провінція Північна Голландія, Нідерланди. Він закінчив середню школу в Гілверсумі і ліцей Het Nieuwe Lyceum у 1967 році. У 1967—1968 роках проходив строкову військову службу в артилерії, здобувши звання вартового (wachtmeester). Того ж 1967 року вступив на факультет політичних наук Університету Амстердама. Під час навчання, з грудня 1970 по 1973 рік, працював бортпровідником (hofmeester kortverband) в авіакомпанії KLM.

### Ранній дипломатичний шлях
У 1976 році завершив університетську освіту й одразу приєднався до Дипломатичної служби Королівства Нідерландів. Свою першу закордонну стажировку проходив на посаді стажера в посольстві в Афінах, Греція. У 1977 році був призначений секретарем посольства, а згодом виконував обов'язки повіреного у справах в Кіншасі, Заїр (нині — Демократична Республіка Конго).
У 1979—1983 роках обіймав посаду консула в Гонконзі, що на той час був британською коронною територією.
У 1983 році переведений до посольства в Парижі як перший секретар і представник CoCom (Координаційний комітет із багатостороннього експортного контролю). 1986 року повернувся до Гааги й очолив Бюро Південної Африки в Міністерстві закордонних справ Нідерландів. У 1990—1993 роках був другим секретарем та радником у Постійній місії при Організації Об'єднаних Націй у Нью-Йорку.
У січні 1993 — червні 1997 роках обіймав посаду керівника відділу інформації та комунікацій у МЗС, виступаючи спікером двох послідовних міністрів закордонних справ: Петерa Койманса та Ганса ван Мірло.
З червня 1997 по червень 2003 року був генеральним консулом у Нью-Йорку. Під час терактів 11 вересня 2001 року займався координацією допомоги й захистом інтересів нідерландської громади та громадян Нідерландів у штаті Нью-Йорк.

### Надзвичайний і Повноважний Посол
18 серпня 2003 року призначений Надзвичайним та Повноважним Послом Королівства Нідерландів в Державі Ізраїль із резиденцією в Тель-Авіві.
9 листопада 2007 року почав виконувати обов'язки Посла Нідерландів в Республіці Індія зі штаб-квартирою в Нью-Делі, а також був Акредитованим Послом у Непалі та Бутані.
17 серпня 2012 року призначений послом з особливих доручень при Міністерстві закордонних справ Нідерландів у Гаазі. У цій ролі брав активну участь у миротворчих та стабілізаційних ініціативах Африканського Союзу.

## Особисте життя
Одружений з Анке Вілсхут; має одного сина та чотирьох доньок. Нагороджений орденами та відзнаками різних держав:
- Кавалер Ордена Заслуг Великого Герцогства Люксембург
- Офіцер Національного ордена «За заслуги» Франції
- Кавалер ордена «За заслуги» (2-го ступеня) Індонезії.